# Parafia św. Józefa w Siecieniu
Parafia pw. Świętego Józefa w Siecieniu – parafia rzymskokatolicka należąca do dekanatu dobrzyńskiego nad Wisłą, diecezji płockiej, metropolii warszawskiej. 